# Lava Music
Lava Music Inc., (стилізовано LAVA MUSIC) — компанія, що спеціалізується на розробці музичних технологій та виготовлені музичних інструментів. Базується в Гуандуні, Китай.
В Україні бренд Lava Music представлений компанією Acropolis, доступний сайт українською мовою.

## Історія
Компанія Lava Music заснована у 2013 році Лу Зітіанем.
У 2015 році Lava Music представили свою першу гітару під назвою Lava Guitar.
У 2017 році Lava Music розробили Lava Me — першу гітару з цільного вуглецевого волокна, використовуючи матеріал з вуглецевого волокна AirSonic. Пізніше, того ж року, компанія отримала нагороду Товариства промислових дизайнерів Америки.
У 2018 році компанія представила Lava Me 2, яка пізніше отримала огляд від журналу New Atlas. Пізніше, у 2020 році, журнал Acoustic Guitar також опублікував огляд інструменту та позитивно відгукнувся про цільний литий корпус, використання матеріалу з вуглецевого волокна та передової електроніки в інструменті.
У 2019 році були представлені Lava Me Pro і Lava U. У тому ж році Lava Me Pro отримала нагороду Товариства промислових дизайнерів Америки.
Обидва інструменти, Lava Me Pro і Lava U, потрапили на огляд журналу Guitar World. Укулеле Lava U потрапило на огляд журналу Ukulele Mag. Guitar World назвав Lava U найтехнологічнішою укулеле. Пізніше, у 2021 році, обидва інструменти отримали нагороди iF Design Award і Red Dot Award.
У 2020 році Lava Music співпрацювали з брендом мод Chemist Creations і представили обмежену серію своїх гітар.
У грудні 2021 року Lava Music випустили смарт-гітару під назвою Lava Me 3. Гітара оснащена мультисенсорним дисплеєм і операційною системою HILAVA, що об'єднує в єдину різноманітні програми: тюнер, метроном, програму для запису аудіо, ефекти та лупер. Lava Me 3 підтримує Wi-Fi, Bluetooth і автоматичну синхронізацію з мобільним застосунком LAVA+. Guitar Player описав її як «передовий інструмент, який обіцяє переосмислити спосіб створення музики».

## Галерея

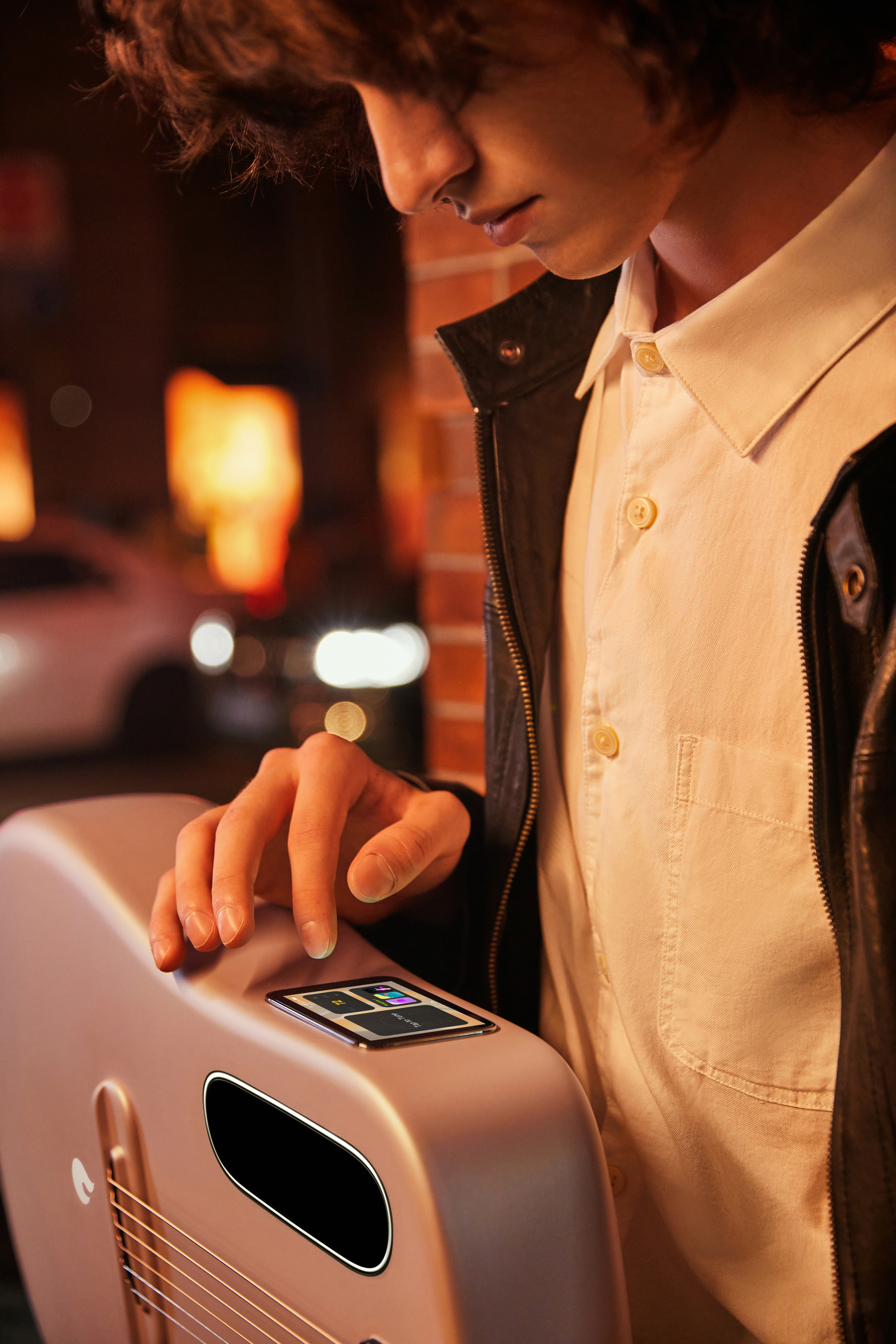
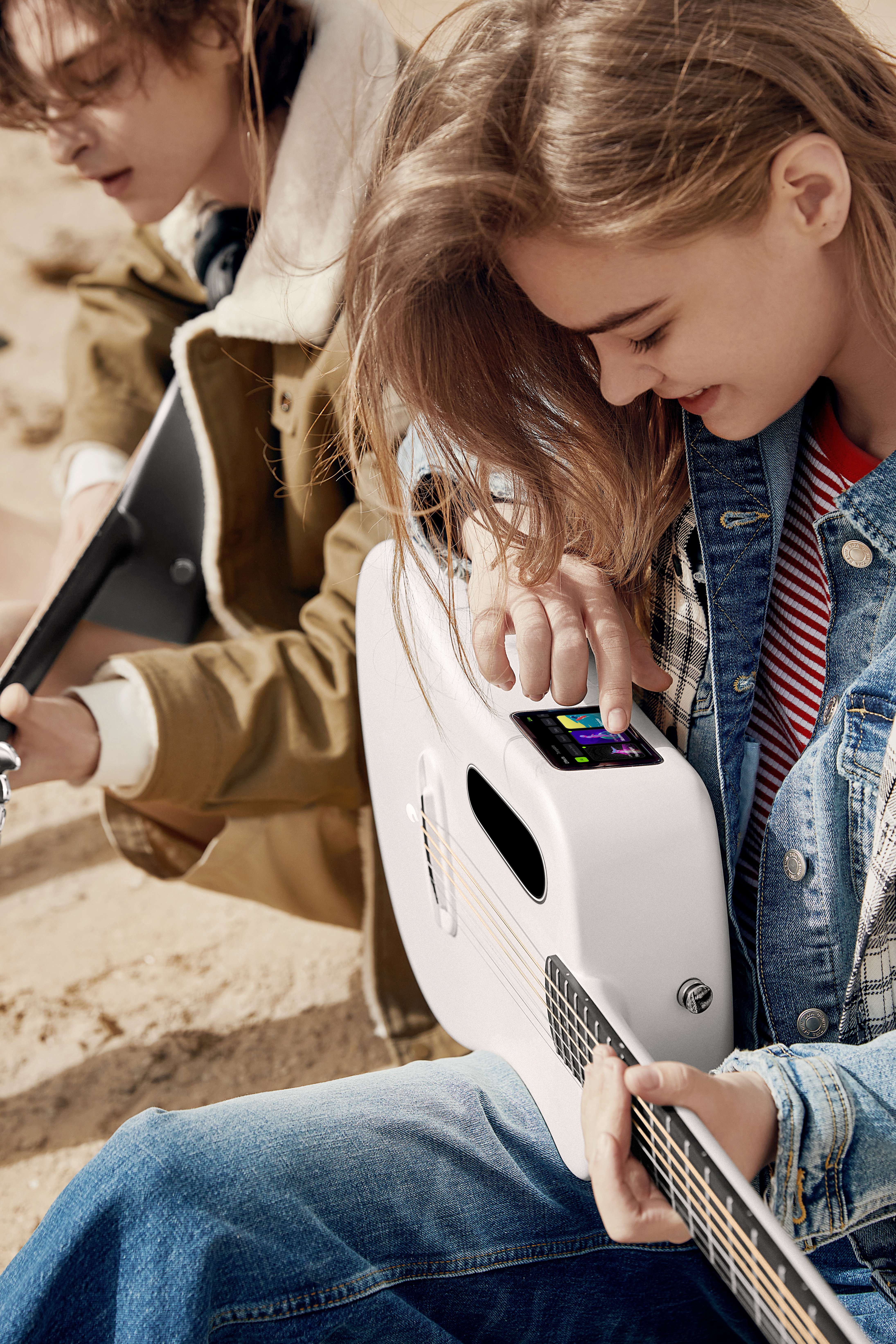
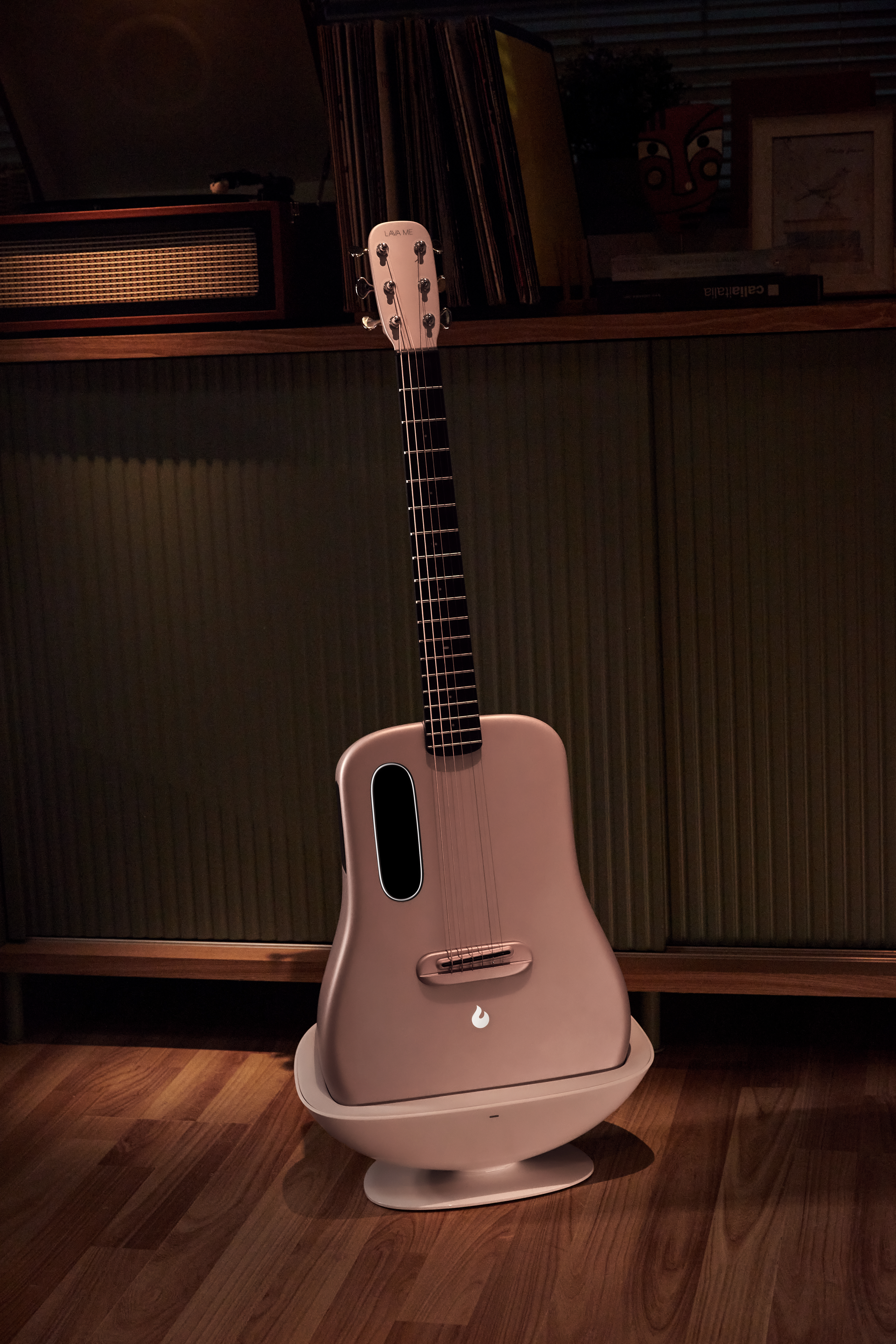
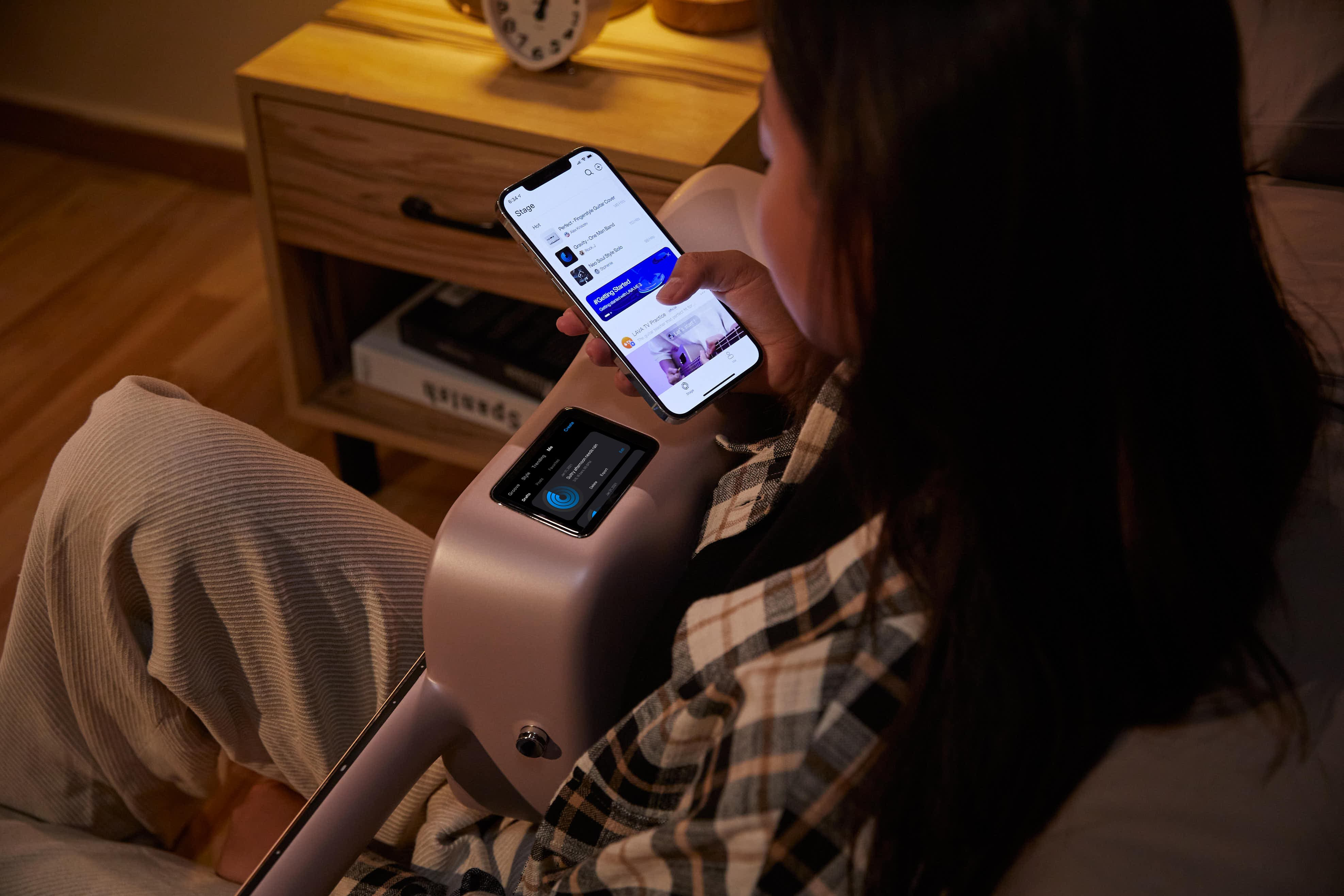

## Продукти
| Модель      | Рік випуску | Кольори                                                                                   | Система попереднього підсилювача | Розміри               | Матеріал корпусу             | довідка |         |      |                                            |    |           |                            |        |
| ----------- | ----------- | ----------------------------------------------------------------------------------------- | -------------------------------- | --------------------- | ---------------------------- | ------- | ------- | ---- | ------------------------------------------ | -- | --------- | -------------------------- | ------ |
| Модель      | Рік випуску | Кольори                                                                                   | Система попереднього підсилювача | Розміри               | Матеріал корпусу             | довідка | LAVA ME | 2017 | Matte Black / Matte White / Polished White | L2 | 36 дюймів | Вуглецеве волокно AirSonic | [ 19 ] |
| LAVA ME 2   | 2018        | Black / White / Blue / Orange / Pink                                                      | L2                               | 36 дюймів             | Вуглецеве волокно AirSonic   | [ 20 ]  |         |      |                                            |    |           |                            |        |
| LAVA ME PRO | 2019        | Black Gold / Space Gray                                                                   | L2 Pro                           | 41 дюйм               | Вуглецеве волокно AirSonic   | [ 21 ]  |         |      |                                            |    |           |                            |        |
| LAVA U      | 2019        | Sparkle Black / Sparkle Red / Sparkle Blue / Sparkle Pink / Sparkle Purple / Sparkle Gold | L2 Mini                          | 23 дюйми / 26 дюймів  | Вуглецеве волокно AirSonic   | [ 22 ]  |         |      |                                            |    |           |                            |        |
| LAVA ME 3   | 2021        | Space Gray / White / Blue / Red / Soft Gold / Pink                                        | L3 Smart Preamp                  | 36 дюймів / 38 дюймів | Вуглецеве волокно AirSonic 2 | [ 23 ]  |         |      |                                            |    |           |                            |        |
| LAVA ME 4   | 2023        | Space Gray / White / Blue / Red / Soft Gold / Pink                                        | L3 Smart Preamp                  | 36 дюймів / 38 дюймів | Вуглецеве волокно AirSonic 3 | [ 24 ]  |         |      |                                            |    |           |                            |        |